# Ґуркі (Новодворський повіт)
Ґуркі (пол. Górki) — село в Польщі, у гміні Леонцин Новодворського повіту Мазовецького воєводства.
Населення — 234 особи (2011).
У 1975-1998 роках село належало до Варшавського воєводства.

## Демографія
Демографічна структура станом на 31 березня 2011 року:
|          | Загалом | Допрацездатний вік | Працездатний вік | Постпрацездатний вік |
| -------- | ------- | ------------------ | ---------------- | -------------------- |
| Чоловіки | 129     | 26                 | 84               | 19                   |
| Жінки    | 105     | 18                 | 61               | 26                   |
| Разом    | 234     | 44                 | 145              | 45                   |